# Arzachel (album)
Arzachel is het enige muziekalbum van de Britse band Uriel. Het album is opgenomen toen de band Egg al onder contract stond bij Decca. De leden werden gevraagd door een ander label om een psychedelisch album op te nemen en dat gebeurde dan ook onder pseudoniem Uriel. Ook de musici werden aangeduid onder pseudoniemen, voor het geval dat. Het album is opgenomen in juni 1969 in Londen, Denmark Street.
Het muziekalbum komt pas echt boven water als in 2007 een heruitgave op disc volgt met een uitgebreid boekwerkje met verhalen van de leden. Het originele album van 6 tracks is aangevuld met obscure demo’s en een livetrack (12) opgenomen in Hackney.

## Musici
- Steve Hillage, aangeduid met Simon Sasparella; gitaar (alleen 1-6)
- Mont Campbell, aangeduid met Njerogi Gategaka; basgitaar en zang
- Clive Brooks, aangeduid met Basil Downing; slagwerk
- Dave Stewart, aangeduid met Sam Lee-Uff; orgel en piano.

## Composities
1. Garden of earthly delights (Campbell)
2. Azatoth (Stewart / Campbell)
3. Soul thing (Mansfield /Campbell) uit Queen Street Gang;
4. Leg (Hillage, Vinall)
5. Clean innocent fun (Hillage, Vinall)
6. Metempsychosis (Uriel)
7. Introducing the bas guitarist (Campbell)
8. Egoman (Campbell)
9. Swooping Bill (Stewart)
10. The salesman song (Campbell)
11. Saturn, the bringer of old age (Gustav Holst, Campbell)
12. The stumble (King)